# Gijón Fútbol Femenino
Il Gijón Fútbol Femenino è una squadra di calcio femminile spagnola di Gijón fondata nel 2000.  In base ad un accordo, il club agisce di fatto come sezione calcistica femminile dell'UC Ceares.

## Storia
Il Gijón Fútbol Femenino è stato fondato nel 2000 da un gruppo di sedici donne in disaccordo con la gestione del calcio femminile nei rispettivi club di appartenenza. Nella sua prima stagione ha disputato il campionato nella lega regionale delle Asturie, ottenendo la promozione in Segunda División vincendo tutte le partite disputate.
Dopo aver vinto il proprio girone di Segunda División per tre stagioni consecutive, nel 2005 il Gijón FF è stato promosso in Superliga superando il CD Nuestra Señora de Belén e l'UE L'Estartit nei play-off promozione. Nella stagione d'esordio in Superliga 2005-2006, il Gijón è arrivato ultimo, stabilendo un record negativo con un pareggio e 23 sconfitte, venendo quindi retrocesso.
Negli anni successivi, la squadra ha subito un progressivo declino fino alla retrocessione dalla Segunda División alla lega regionale nel 2015.
In quello stesso anno, il Gijón FF ha sottoscritto un accordo di collaborazione con il club di Tercera División, UC Ceares, per condividere lo stadio La Cruz e creare un settore giovanile misto per ragazzi e ragazze.
Un anno dopo la retrocessione, il Gijón FF ha ottenuto nuovamente la promozione in Segunda División, riuscendo a mantenere la categoria nella stagione successiva.

## Stagione per stagione
| Stagione | Campionato | Campionato                   | Campionato | Campionato | Campionato | Campionato | Campionato | Campionato | Campionato |
| Stagione | Livello    | Pos.                         | G          | V          | N          | P          | GF         | GS         | Pt         |
| -------- | ---------- | ---------------------------- | ---------- | ---------- | ---------- | ---------- | ---------- | ---------- | ---------- |
| 2000–01  | Reg.       | 1ª                           | 24         | 24         | 0          | 0          | 184        | 13         | 72         |
| 2001–02  | 2ª         | 2ª                           | 18         | 11         | 3          | 4          | 47         | 26         | 36         |
| 2002–03  | 2ª         | 1ª                           | 22         | 14         | 4          | 4          | 67         | 39         | 46         |
| 2002–03  | 2ª         | Spareggi promozione Gruppo 1 | 2          | 0          | 0          | 2          | 0          | 16         | 0          |
| 2003–04  | 2ª         | 1ª                           | 22         | 20         | 1          | 1          | 91         | 34         | 61         |
| 2003–04  | 2ª         | Spareggi promozione Gruppo 2 | 2          | 0          | 1          | 1          | 5          | 6          | 1          |
| 2004–05  | 2ª         | 1ª                           | 26         | 20         | 4          | 2          | 97         | 26         | 64         |
| 2004–05  | 2ª         | Spareggi promozione Gruppo 2 | 2          | 2          | 0          | 0          | 5          | 1          | 6          |
| 2005–06  | 1ª         | 13ª                          | 24         | 0          | 1          | 23         | 19         | 96         | 1          |
| 2006–07  | 2ª         | 3ª                           | 26         | 17         | 2          | 7          | 61         | 28         | 53         |
| 2007–08  | 2ª         | 4ª                           | 26         | 15         | 6          | 5          | 66         | 30         | 51         |
| 2008–09  | 2ª         | 6ª                           | 25         | 12         | 2          | 11         | 54         | 44         | 38         |
| 2009–10  | 2ª         | 10ª                          | 26         | 8          | 7          | 11         | 43         | 52         | 31         |
| 2010–11  | 2ª         | 4ª                           | 26         | 12         | 8          | 6          | 48         | 42         | 44         |
| 2011–12  | 2ª         | 11ª                          | 26         | 7          | 4          | 15         | 35         | 53         | 25         |
| 2012–13  | 2ª         | 11ª                          | 26         | 7          | 6          | 13         | 32         | 66         | 27         |
| 2013–14  | 2ª         | 8ª                           | 26         | 10         | 3          | 13         | 42         | 55         | 33         |
| 2014–15  | 2ª         | 13ª                          | 26         | 8          | 4          | 14         | 40         | 54         | 28         |
| 2015–16  | Reg.       | 2ª                           | 26         | 23         | 1          | 2          | 158        | 22         | 70         |
| 2016–17  | 2ª         | 10ª                          | 26         | 7          | 4          | 15         | 35         | 86         | 25         |
| 2017–18  | 2ª         | 11ª                          | 26         | 7          | 2          | 17         | 32         | 74         | 23         |
| 2018–19  | 2ª         | 11ª                          | 26         | 5          | 4          | 17         | 27         | 85         | 19         |
| 2019–20  | 1ª Naz.    | 10ª                          | 19         | 5          | 4          | 10         | 23         | 40         | 19         |